# La Tour-du-Pin
La Tour-du-Pin is een gemeente in het Franse departement Isère (regio Auvergne-Rhône-Alpes). De plaats maakt deel uit van het arrondissement La Tour-du-Pin. La Tour-du-Pin telde op 1 januari 2022 8.123 inwoners. 

## Geografie
De oppervlakte van La Tour-du-Pin bedroeg op 1 januari 2022 4,77 vierkante kilometer; de bevolkingsdichtheid was toen 1.702,9 inwoners per km².

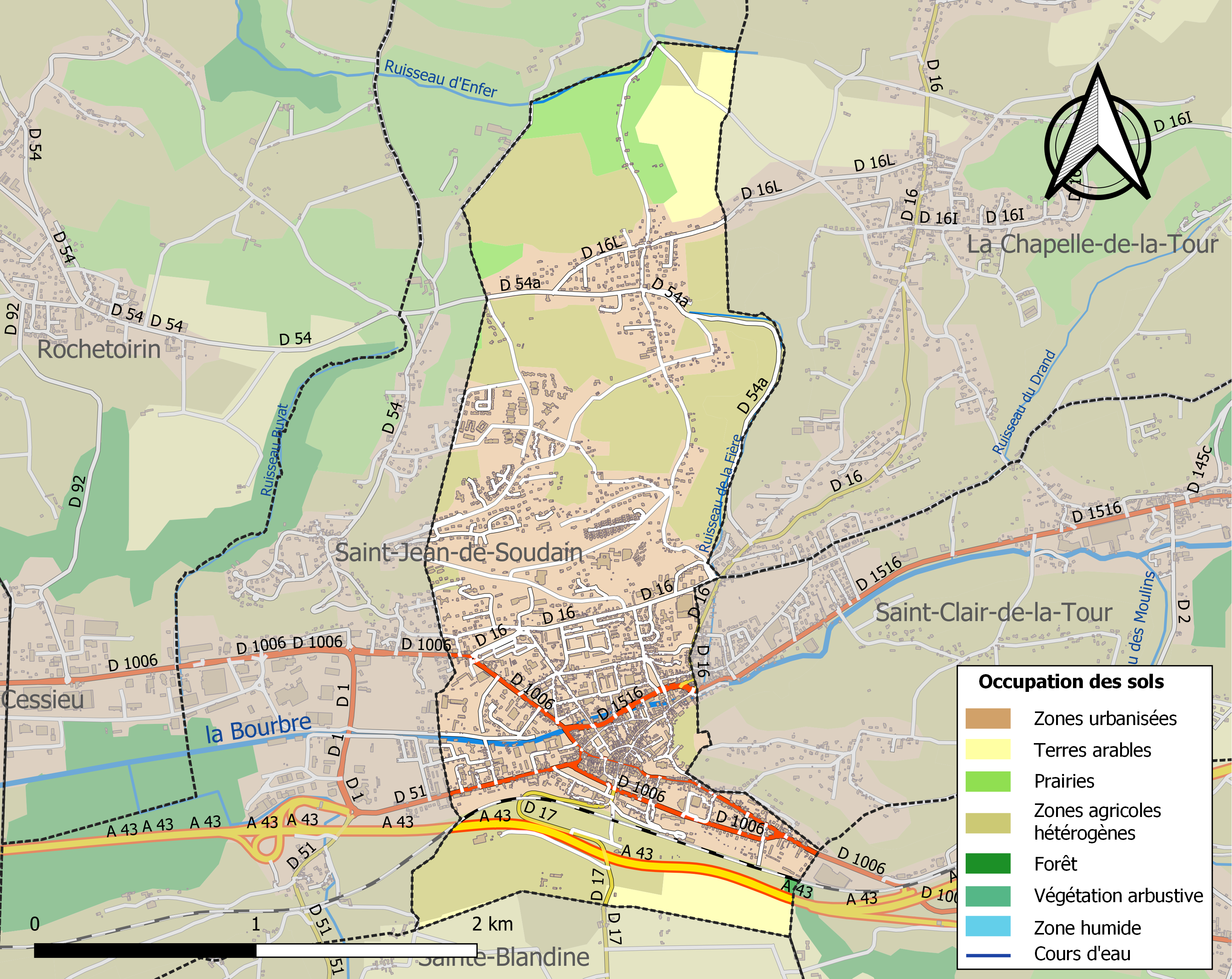
Kaart van de gemeente met de belangrijkste infrastructuur, bodemgebruik en omliggende gemeenten

## Verkeer en vervoer
In de gemeente ligt spoorwegstation La Tour-du-Pin.

## Demografie
Onderstaande figuur toont het verloop van het inwonertal (bron: INSEE-tellingen).

## Bezienswaardigheden
- Maison des Dauphins
- Halles, neoklassieke markthal gebouwd in 1826 en gerestaureerd in 2009
- Eglise Notre-Dame de l’Assomption, met een 16e-eeuwse triptiek van de kruisafneming

## Sport
La Tour-du-Pin was in 1983 en 2020 startplaats van een etappe in de wielerkoers Ronde van Frankrijk.